# Карлайл (Массачусетс)
Карлайл (англ. Carlisle) — місто (англ. town) в США, в окрузі Міддлсекс штату Массачусетс. Населення — 5237 осіб (2020).

## Демографія
Згідно з переписом 2010 року, у місті мешкали 4852 особи в 1695 домогосподарствах у складі 1442 родин. Було 1758 помешкань
Расовий склад населення:
| - 89,2 % — білих - 7,9 % — азіатів - 0,4 % — чорних або афроамериканців |

До двох чи більше рас належало 2,0 %. Частка іспаномовних становила 2,1 % від усіх жителів.
За віковим діапазоном населення розподілялося таким чином: 27,5 % — особи молодші 18 років, 59,6 % — особи у віці 18—64 років, 12,9 % — особи у віці 65 років та старші. Медіана віку мешканця становила 46,9 року. На 100 осіб жіночої статі у місті припадало 99,2 чоловіків;  на 100 жінок у віці від 18 років та старших — 97,3 чоловіків також старших 18 років.
Середній дохід на одне домашнє господарство  становив 252 373 долари США (медіана — 170 703), а середній дохід на одну сім'ю — 285 691 долар (медіана — 200 257). Медіана доходів становила 157 022 долари для чоловіків та 101 354 долари для жінок. За межею бідності перебувало 1,6 % осіб, у тому числі 0,5 % дітей у віці до 18 років та 3,3 % осіб у віці 65 років та старших.
Цивільне працевлаштоване населення становило 2469 осіб. Основні галузі зайнятості: освіта, охорона здоров'я та соціальна допомога — 27,6 %, науковці, спеціалісти, менеджери — 22,0 %, виробництво — 18,1 %.